# デイヴィッド (ハンティンドン伯)
ハンティンドン伯デイヴィッド（David, Earl of Huntingdon, 1152年 - 1219年6月17日）は、スコットランドの王族。スコットランド王デイヴィッド1世の次男で王位継承者ヘンリーとサリー伯爵ウィリアム・ド・ワーレンの娘エイダの三男。スコットランド王マルカム4世およびウィリアム1世の弟。
父よりハンティンドン伯位、ノーサンブリア伯位、カーライル伯位およびドンカスター伯位を継承した。自身は王位につかなかったが、曽孫ジョン・ベイリャルおよび玄孫ロバート1世がそれぞれスコットランド王位についた。ステュアート朝の先祖の一人でもある。

## 子女
デイヴィッドは1190年8月26日に、チェスター伯ヒュー・ド・ケヴェリオックの娘マティルダ（1171年 - 1233年1月6日）と結婚し、以下の子女をもうけた。
- ロバート - 早世、ファイフのリンドレス修道院に埋葬された。
- マーガレット（1194年頃 - 1228年） - ギャロウェイ卿アランと結婚。孫ジョン・ベイリャルはスコットランド王（在位：1292年 - 1296年）となる。
- イザベラ（1206年 - 1251年頃） - 4代アナンデイル卿ロバート・ドゥ・ブルースと結婚。曽孫ロバート1世はスコットランド王（在位：1306年 - 1329年）となる。
- ジョン（1207年頃 - 1237年） - チェスター伯（1232年 - 1237年）。プリンス・オブ・ウェールズのサウェリン・アプ・ヨーワース（大サウェリン）の娘ヘレンと結婚した。ヘレンはジョンの死後、ロバート・ド・クィンシーと再婚した。
- ヘンリー（? - 1215年以降） - 早世、ファイフのリンドレス修道院に埋葬された。
- エイダ（? - 1241年以降） - ヘンリー・ド・ヘイスティングスと結婚
- マティルダ

また、デイヴィッドには以下の庶子がいた。
- ヘンリー・オブ・スターリング
- ヘンリー・オブ・ブレッチン（? - 1238年）
- エイダ - ストラサーン伯ギルバートの弟マリーズ（Malise）と結婚

## 文学における描写
ウォルター・スコットが1825年に発表した十字軍物語シリーズの後編になる、小説『護符』の主人公である“豹の騎士”ケネス卿として登場し、リチャード獅子心王を総大将とする第3回十字軍に従軍する。イスラム戦士で薬師のエル・ハキムとの友情などを経て、リチャード王の命を暗殺者から守る大殊勲を挙げる。リチャード王の姪イーディス姫と密かに相思相愛になるが、一介の騎士と王族とでは身分が違いすぎた。しかし、ケネスの正体がスコットランド王の弟デイヴィッド王子と判明し、リチャード王夫妻と実はエル・ハキムの正体だったサラディンの見守る中、2人はめでたく婚約する。